# Campanula wattiana
Campanula wattiana là loài thực vật có hoa trong họ Hoa chuông. Loài này được B.K.Nayar & Babu mô tả khoa học đầu tiên năm 1970 publ. 1971.